# Imola (növénynemzetség)
Az imola (Centaurea) a fészkesvirágzatúak (Asterales) rendjébe sorolt őszirózsafélék (Asteraceae) családjában a Cynareae nemzetségcsoport egyik nemzetsége száznál is több fajjal.

## Származása, elterjedése
A legtöbb faj a Mediterráneumban él; onnan kelet felé Ázsia nyugati részéig, dél felé Észak-Afrikában, északnak pedig Európa északi területeiig terjeszkedik. Több faj Észak-Amerikában honos.

## Ismertebb fajok
- homoki imola (Centaurea arenaria),
- búzavirág (Centaurea cyanus)
- réti imola (Centaurea jacea),
- szirti imola (Centaurea mollis),
- hegyi imola (Centaurea montana),
- Sadler-imola, budai imola (Centaurea sadleriana).

Rendszerezésüket megnehezíti, hogy több faj képes egymással kereszteződni, és ennek eredményeként hibrid fajok is kialakulnak, mint például:
- Centaurea × aurata,
- Centaurea × moncktonii.

A magyar köznyelvben a búzavirág szó tágabb értelmében nemcsak a Centaurea cyanust jelenti, hanem több más, attól laikus szemmel meg nem különböztetett fajt is ezzel a névvel illetünk. A fajok, illetve fajcsoportok szabad szemmel leginkább a virágok fészekpikkelyeinek hártyás széle (annak színezete) és különböző függelékei alapján különböztethetők meg egymástól.

## Megjelenése, felépítése
Lágyszárú növények; néhány faj törpecserjévé fejlődik. Virágzatuk általában vöröses vagy ibolyáskék. A fészekben minden virág csöves; közülük a szélsők gyakran meddők és kissé zigomorfok. Termésük kaszat.

## Életmódja, termőhelye
Fajai egyévesek vagy évelők. Általában a száraz termőhelyeken fordulnak elő.